# 鈴木俊 (詩人)
鈴木俊（すずき しゅん、1931年8月1日ー2019年8月15日）は、日本の詩人・ドイツ文学者・産婦人科医。

## 人物・来歴
東京出身。本名・俊作。東京大学教育学部教育学科卒業。1954年大阪大学医学博士。大阪大学医学部講師、市立豊中病院などに勤務しながら詩、ドイツ詩の翻訳をものした。

## 著書
鈴木俊名義
- 『唖 鈴木俊詩集』詩学社 1982
- 『闇の深さについて 詩論集 村野四郎とノイエザハリヒカイト』レアリテの会(レアリテ選書 1986
- 『困惑 詩集』宝文館出版 1993

鈴木俊作名義
- 『文学にみる児童・教師像』国土社 1975
- 『職業としての准看護婦』三一書房 (三一新書)1980
- 『ナースのための教育学 看護と人間教育と』看護の科学社 1984
- 『看護つづり方のひろば 看護制度問題の光と影』鈴木俊作, 東海准看護婦のつどい編著 看護の科学社 1981

### 翻訳
- ヨアヒム・リンゲルナッツ『体操詩集』鈴木俊訳 鈴木俊 1986
- 『画家リンゲルナッツ』ハンブルク美術協会 編,鈴木俊 訳 宝文館出版 1987
- 『鈴木俊訳詩集』近文社 (日本詩人叢書 1987
- 『現代ドイツ詩集』鈴木俊 編・訳 土曜美術社 (世界現代詩文庫 1990
- 『そしてすべての存在が耳を傾ける エルフリーデ・スッペテッキ詩集 エルンスト・バルラッハの彫刻に寄せた作品集』鈴木俊 訳 宝文館出版 1992
- ヨアヒム・リンゲルナッツ『僕の見習水夫日記』鈴木俊 訳 宝文館出版 1996
- 『リンゲルナッツの放浪記』鈴木俊 訳 土曜美術社出版販売 2000
- 『ベアト・ブレヒビュール詩集』鈴木俊編訳 土曜美術社出版販売(新・世界現代詩文庫 2003
- ジークフリート・ブレスラー『ハインリッヒ・フォーゲラー伝』鈴木俊 編訳 土曜美術社出版販売 2007
- ベアト・ブレヒビュール『アドルフ・ディートリッヒとの徒歩旅行』鈴木俊 訳 コールサック社 2011